# Molotov (cruzador)
Molotov (em russo: Молотов) foi um cruzador da classe Kirov do Projeto 26bis da Frota Naval Militar Soviética que serviu durante a Segunda Guerra Mundial e na Guerra Fria. Ele apoiou as tropas soviéticas durante o Cerco de Sebastopol, a Operação Kerch-Feodosiya e os desembarques anfíbios em Novorossiysk no final de janeiro de 1943.
O navio foi amplamente modernizado entre 1952 e 1955. Ele foi renomeado para Slava (em russo: Слава, Glória) em 1957, depois que Vyacheslav Molotov caiu em desgraça. O Slava foi reclassificado como navio de treinamento em 1961 antes de ser vendido como sucata em 1972.

## Descrição
Molotov e seu irmão Maxim Gorky tinham armaduras mais pesadas e foram ligeiramente melhoradas em relação aos dois primeiros cruzadores da classe Kirov do Projeto 26, e foram assim designados como Projeto 26bis.
Tinha 187 metros de comprimento na linha d'água, 191,4 metros de comprimento total, com uma boca de 17,66 metros e um calado entre 5,87 a 6,3 metros. O navio deslocou 8.177 toneladas em carga padrão e 9.728 toneladas em carga total.
Suas turbinas a vapor produziram um total de 129.750 cavalos de potência (96.750 kW) durante seus testes no mar, atingindo uma velocidade máxima de 36,72 nós (68,01 km/h; 42,26 mph), pouco abaixo de sua velocidade projetada de 37 nós, principalmente porque ele excedia o peso previsto em 900 toneladas. Molotov normalmente carregava 650 toneladas de óleo combustível, 1.660 toneladas em plena carga e 1.750 toneladas em sobrecarga. Isso deu a ele um alcance de 4.220 milhas náuticas a 18 nós (33 km/h).
Molotov carregava nove canhões B-1-P de 180 milímetros calibre 57 em três torres triplas MK-3-180 elétricas. Seu armamento secundário consistia em três canhões antiaéreos B-34 de 100 milímetros calibre 56 montados em cada lado do funil traseiro. Seus canhões AA leves consistiam em nove canhões AA 21-K semiautomáticos de 45 mm e quatro metralhadoras DK 12,7 mm. Seis tubos de torpedo 39-Yu de 533 milímetros foram montados em duas montagens triplas.
O Molotov foi o primeiro navio soviético a transportar um radar, um sistema de alerta aéreo Redut-K, que este usou durante toda a guerra. Os sistemas de radar de artilharia Mars-1 projetados pelos soviéticos foram adicionados ao navio em 1944. Molotov possuí também catapultas ZK-1 de construção soviética usados para transportar hidroaviões KOR-1, porém modificações futuras inutilizariam o planejamento de uso das aeronaves.

### Modificações

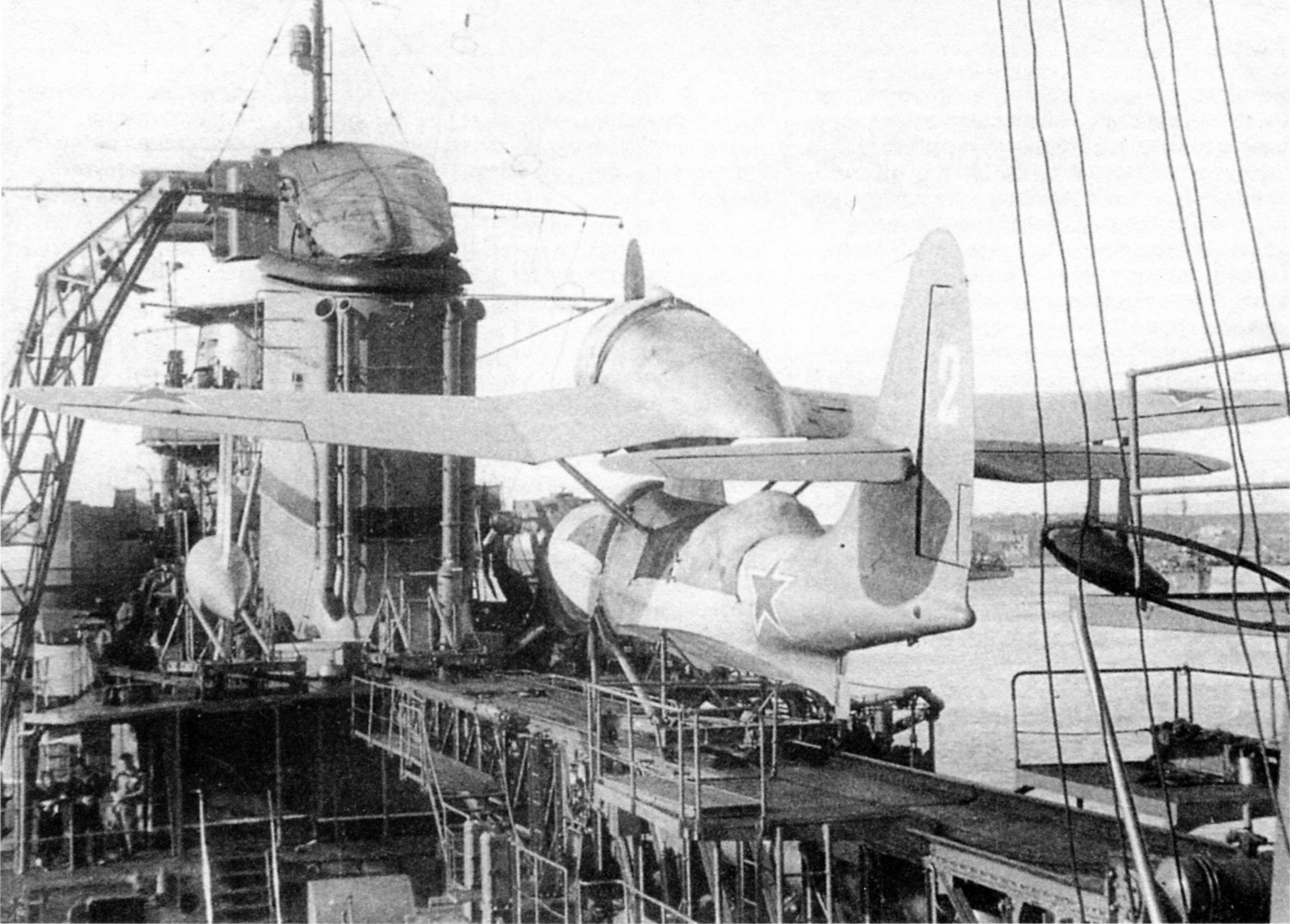
Um hidroavião KOR-2 no cruzador soviético Molotov, 1941

Em 1943, três dos canhões semiautomáticos Molotov de 45 mm foram substituídos por doze canhões AA 70-K totalmente automáticos de 37 milímetros com mil cartuchos por canhão e duas metralhadoras DK extras. A catapulta de sua aeronave foi removida em 1942 para abrir espaço para mais canhões AA leves.
Em 1943, uma catapulta ZK-1a aprimorada foi instalada e um teste de lançamento bem-sucedido de um caça Supermarine Spitfire. No entanto, em 1947 o conceito foi abandonado e a catapulta foi removida.

## Serviço

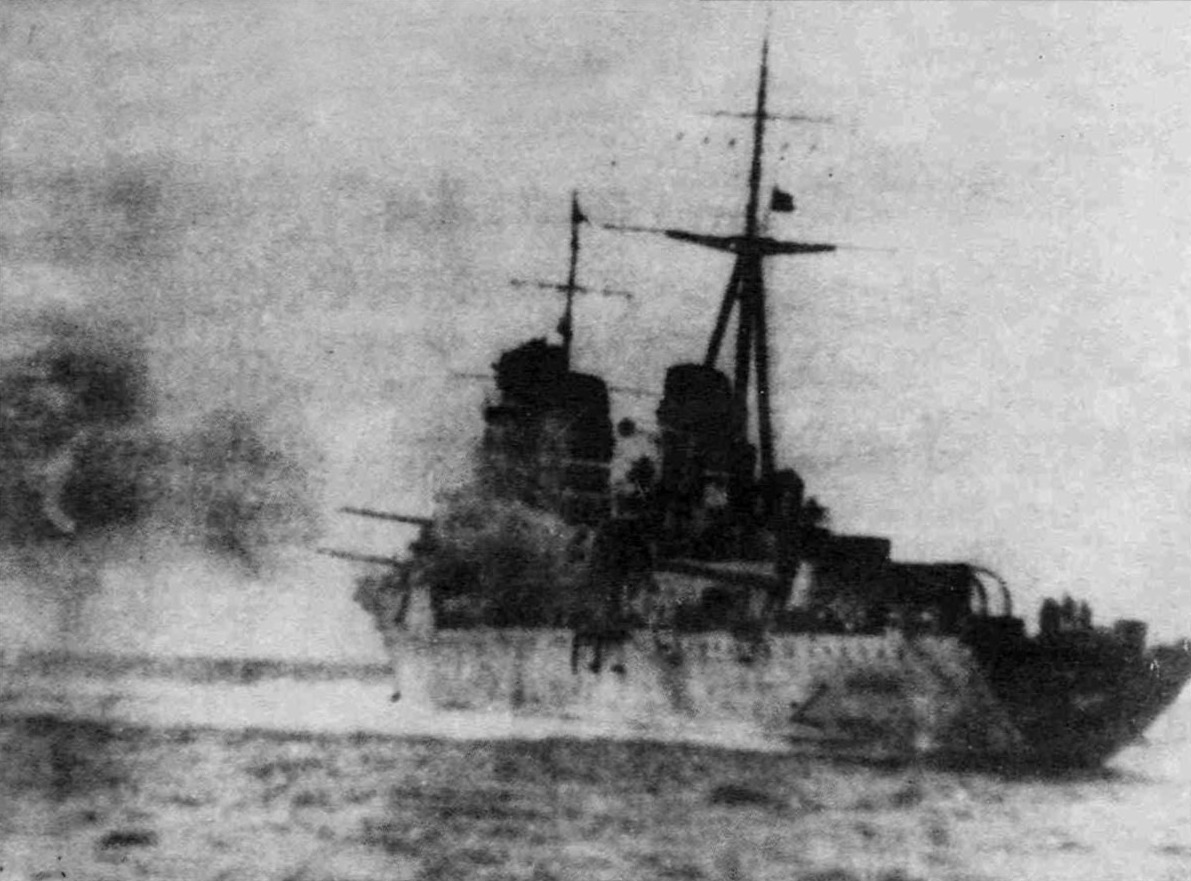
Molotov disparando

O Molotov foi lançado em Marti South, Nikolayev em 14 de janeiro de 1937, lançado em 4 de dezembro de 1939 e concluído em 14 de junho de 1941. Como o único navio da Frota Naval Militar Soviética com radar, o Molotov permaneceu em Sebastopol durante o período inicial da Operação Barbarossa para fornecer aviso para ataques aéreos. O avanço das tropas alemãs na Crimeia no final de outubro de 1941 forçou-a a se transferir para Tuapse, onde continuou a fornecer alerta aéreo. No entanto, o navio bombardeou as tropas alemãs perto de Feodosiya com quase 200 projéteis de 180 mm em 9 de novembro, antes de retornar a Tuapse. Molotov ajudou a transportar a 386ª Divisão de Fuzileiros de Poti para Sebastopol entre 24 e 28 de dezembro de 1941. Enquanto descarregava as tropas em 29 de dezembro, sua popa foi danificada pela artilharia alemã e ele bombardeou as posições do Eixo em retaliação, disparando 205 projéteis de 180 mm e 107 projéteis de 100 mm. O navio evacuou 600 feridos após sua partida em 30 de dezembro.
Molotov reprisou seu papel de transporte durante a primeira semana de janeiro. Sua proa foi danificada durante uma forte tempestade em Tuapse, quando este foi lançado contra o cais em 21–22 de janeiro de 1942. O navio passou a maior parte do mês seguinte em reparos, embora sua proa não pudesse ser endireitada; o dano residual reduziu sua velocidade em vários nós. Ele fez uma série de surtidas de bombardeio em apoio às tropas soviéticas na península de Kerch até 20 de março, quando voltou a Poti para reparos mais permanentes. Em 12 de junho, Molotov transportou 2.998 homens da 138ª Brigada de Rifles para Sebastopol, bombardeando posições alemãs durante o descarregamento. O navio evacuou 1.065 feridos e 350 mulheres e crianças ao partir. De 14 a 15 de junho, ele voltou, carregando 3.855 reforços em companhia de outros navios, bombardeou as posições alemãs novamente e evacuou 2.908 feridos e refugiados. Em 2 de agosto, ao retornar de outra missão de bombardeio perto de Feodosiya, 20 metros de sua popa foram explodidos por torpedeiros Heinkel He 111 de 6./KG 26 agindo em conjunto com torpedeiros italianos MAS. O dano reduziu sua velocidade para 10 nós (19 km / h) e Molotov teve que ser dirigido por seus motores. Molotov estava em reparo em Poti até 31 de julho de 1943 e usou a popa do cruzador incompleto da classe Chapaev Frunze, o leme do cruzador incompleto Zheleznyakov, o leme do cruzador Kaganovich e o sensor de direção do submarino L-25. A perda de três contratorpedeiros no ataque aéreo alemão em 6 de outubro de 1943 resultou na ordem de Stalin que proibia o desdobramento de grandes unidades navais sem sua permissão expressa; isso significou o fim da participação ativa de Molotov na guerra.

### Pós-guerra
Molotov foi reformado em novembro de 1945 para reparar o último dano de guerra. Ele sofreu um incêndio na sala de manuseio de projéteis da Torre nº 2 em 5 de outubro de 1946, que teve de ser extinto inundando o paiol e a sala de manuseio, ao custo de 22 mortos e 20 feridos. O navio serviu como plataforma de teste para os radares destinados aos cruzadores das classes Chapayev e Sverdlov durante o final da década de 1940. A modernização pós-guerra de Molotov começou em 1952 e durou até 28 de janeiro de 1955.
Como parte dessa modernização, Molotov recebeu um conjunto de radar composto por Gyuys para busca aérea, Rif para busca de superfície, Zalp para artilharia de armamento principal e Yakor para artilharia antiaérea. Todos os seus canhões antiaéreos leves foram substituídos por onze suportes V-11 de 37 mm refrigerados a água e seus canhões de 100 mm foram reinstalados em suportes B-34USMA totalmente alimentados. Seu sistema de controle de fogo antiaéreo foi substituído por um Zenit-26 com diretores estabilizados SPN-500. Além disso, ele perdeu seus tubos de torpedo, armas anti-submarino, guindastes de barco e todo o equipamento restante da aeronave. Isso custou 200 milhões de rublos, entre metade e três quartos do custo de um novo cruzador da classe Projeto 68bis Sverdlov.
Em 29 de outubro de 1955, o navio participou dos esforços de resgate depois que uma explosão afundou o ex-couraçado italiano Novorossiysk. Cinco de seus próprios homens foram perdidos quando o encouraçado virou quase três horas após a explosão. Ele foi renomeado para Slava em 3 de agosto de 1957, depois que Vyacheslav Molotov foi expurgado do governo após um golpe malsucedido contra Nikita Khrushchev naquele mesmo ano. Posteriormente, ele foi reclassificado como cruzador de treinamento em 3 de agosto de 1961. Slava foi enviado ao Mediterrâneo entre 5 e 30 de junho de 1967 para mostrar o apoio soviético à Síria durante a Guerra dos Seis Dias. Ele voltou ao Mediterrâneo entre setembro e dezembro de 1970, onde o navio ajudou o contratorpedeiro da classe Kotlin Bravyi após a colisão deste último com o porta-aviões HMS Ark Royal em 9 de novembro de 1970. Por fim, foi vendido como sucata em 4 de abril de 1972.